# شارلوته ويسليس
شارلوته ويسليس (بالهولندية: Charlotte Wessels)‏ هي كاتبة غنائية ومغنية هولندية، ولدت في 13 مايو 1987 في زفوله في هولندا.

## وصلات خارجية
- الموقع الرسمي
- شارلوته ويسليس على موقع IMDb (الإنجليزية)
- شارلوته ويسليس على موقع ميوزك برينز (الإنجليزية)
- شارلوته ويسليس على موقع أول ميوزيك (الإنجليزية)
- شارلوته ويسليس على موقع ديسكوغز (الإنجليزية)